# رونالد نورمان دالبي
رونالد نورمان دالبي هو مهندس كندي، ولد في 5 سبتمبر 1929 في إدمونتون في كندا، وتوفي في 28 أكتوبر 2014 في كالغاري في كندا.